# Britse talen
De Britse talen zijn een onderfamilie van de Eiland-Keltische talen. Ze staan ook bekend als Brythonische talen en ze zijn een subgroep van de P-Keltische talen.
Britse talen zijn:
- West-Brits
  - Cumbrisch ✝
  - Welsh of Kymrisch
- Zuidwest-Brits
  - Cornisch
  - Bretons

## Geschiedenis
Volgens Julius Caesar was de taal die op het eiland Britannia gesproken werd vergelijkbaar met die van Gallië. Gedurende de Romeinse tijd heeft het Latijn een grote invloed op de taal gehad, maar in tegenstelling tot het Gallisch werd ze niet vervangen door een Romaanse taal.
Met de komst van de Angelsaksen veranderde de situatie aanzienlijk. Sprekers van het Brits migreerden onder andere naar Armorica terwijl sprekers van Goidelische en Germaanse talen zich op Groot-Brittannië vestigden. Als gevolg van de veroveringen van de Angelsaksen werd het taalcontinuüm verbroken en begonnen de Zuidwest-Britse talen (Bretons en Cornish) en de West Britse talen (Welsh en Cumbrisch) zich afzonderlijk te ontwikkelen.

## Karakteristieken
De Britse talen kennen een aantal gemeenschappelijke karakteristieken.
- Net als de Goidelische talen, en dus alle levende Keltische talen, kennen de Britse talen medeklinkermutaties.
- In contrast tot de Goidelische talen, ligt de klemtoon in de Britse talen doorgaans op de voorlaatste lettergreep.